# Диева, Римма Александровна
Римма Александровна Диева (урожд. Яблокова; 9 июля 1926, Чухлома, Костромская губерния — 1 сентября 2014, Москва) — советская и российская пианистка и педагог, заслуженный работник культуры РСФСР (1976).

## Биография
В 1950 г. окончила Московскую консерваторию. Работала концертмейстером в Белорусской консерватории (по 1955 г.), одновременно обучаясь в аспирантуре Московской консерватории у Г. Г. Нейгауза (окончила в 1954 г.). В 1956—1958 гг. — концертмейстер в Институте военных дирижёров.
С 1959 г. работала концертмейстером в Музыкально-педагогическом институте им. Гнесиных. С 1963 по 2009 г. преподавала в Музыкальном училище им. Гнесиных (в 1963—2006 гг. заведовала отделом фортепиано).

### Семья
Сын — Андрей Диев (р. 1958), пианист.

## Награды и признание
- Юбилейная медаль «За доблестный труд. В ознаменование 100-летия со дня рождения Владимира Ильича Ленина» (1970)
- Медаль «Отличник Министерства культуры РСФСР» (1970)
- Заслуженный работник культуры РСФСР (1976)
- Медаль «Ветеран труда» (1976)
- Значок Министерства культуры СССР «За отличные успехи в среднем специальном образовании» (1991)
- Медаль ордена «За заслуги перед Отечеством» II степени (1996)
- Медаль «В память 850-летия Москвы» (1997)